# Eclipse lunar de agosto de 2017
| Eclipse parcial de luna 7 de agosto de 2017                                | Eclipse parcial de luna 7 de agosto de 2017 |
| -------------------------------------------------------------------------- | ------------------------------------------- |
| Previo                                                                     | Eclipse \| Eclipse total \| Saros           |
| Posterior                                                                  | Eclipse \| Eclipse total \| Saros           |
| Kuwait, 18:14 UTC                                                          |                                             |
| La Luna pasando de derecha a izquierda a través de la sombra de la Tierra. |                                             |
| Saros                                                                      | 119 (61 de 82)                              |
| Duración (h:min:s)                                                         |                                             |
| Parcial                                                                    | 00:27:00                                    |
| Penumbra                                                                   | 04:07:42                                    |
| Contactos                                                                  |                                             |
| P1                                                                         | 15:50:02 UTC                                |
| U1                                                                         | 17:22:55 UTC                                |
| Máximo                                                                     | 18:20:27 UTC                                |
| U4                                                                         | 19:18:10 UTC                                |
| P4                                                                         | 20:50:56 UTC                                |

El eclipse lunar parcial ocurrió el 7 de agosto de 2017, siendo el segundo y único parcial de los dos eclipses lunares de 2017.

## Visualización

### Mapa
El siguiente mapa muestra las regiones desde las cuales fue posible ver el eclipse. En gris, las zonas en las que no se pudo observar el eclipse; en blanco, las que sí lo pudieron ver; y en celeste, las regiones que pudieron ver el eclipse durante la salida o puesta de la luna.

### Perspectiva de la Luna
| Esta simulación muestra la perspectiva desde la Luna al momento máximo del eclipse. El fenómeno fue visible sobre Europa, África, Asia y Australia. |

## Galería de fotos

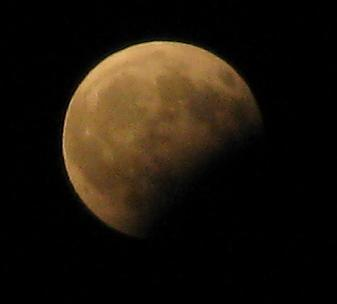
Regio de Calabria, Italia, 17:36 UTC
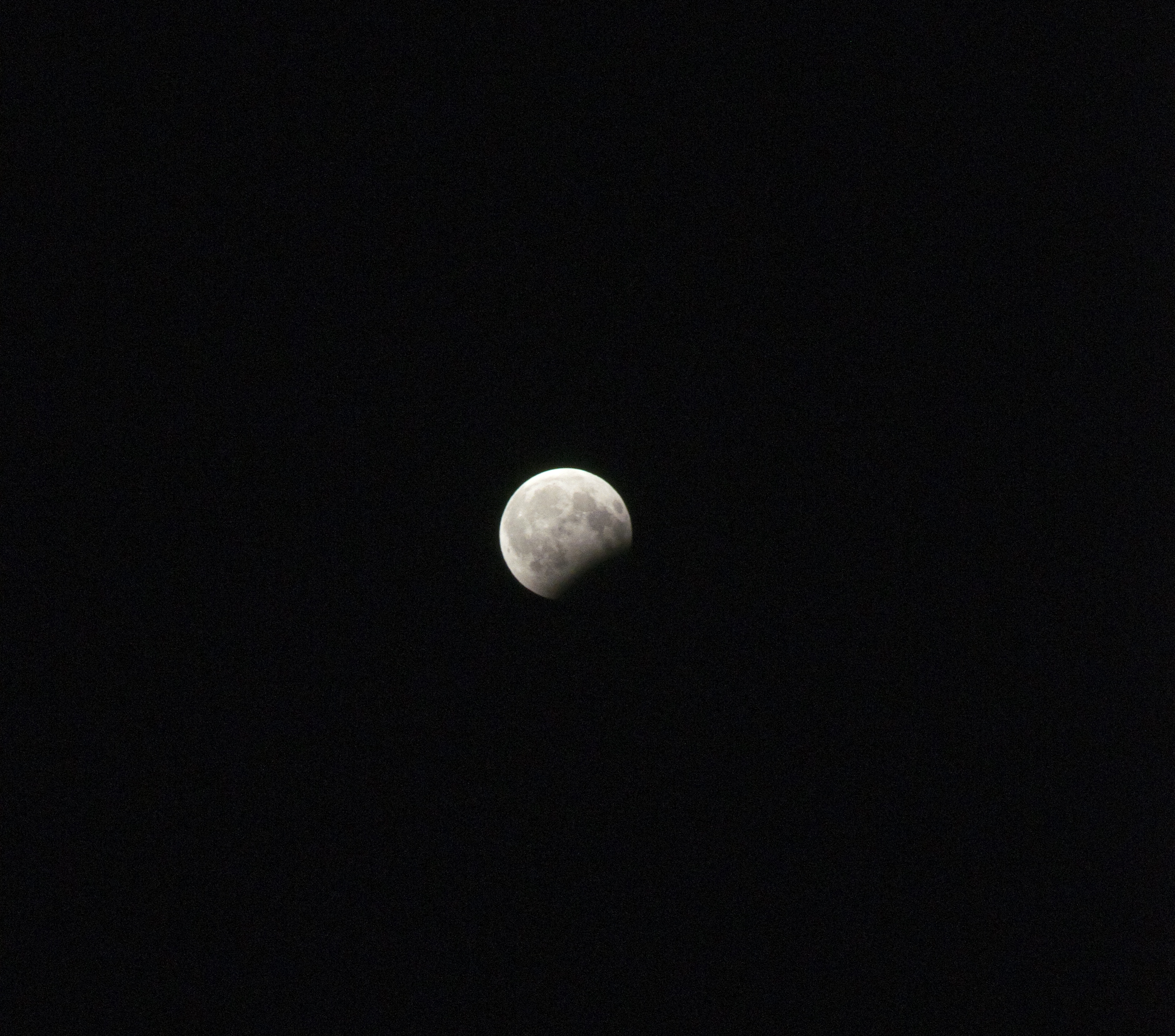
Lysychansk, Ucrania, 17:54 UTC
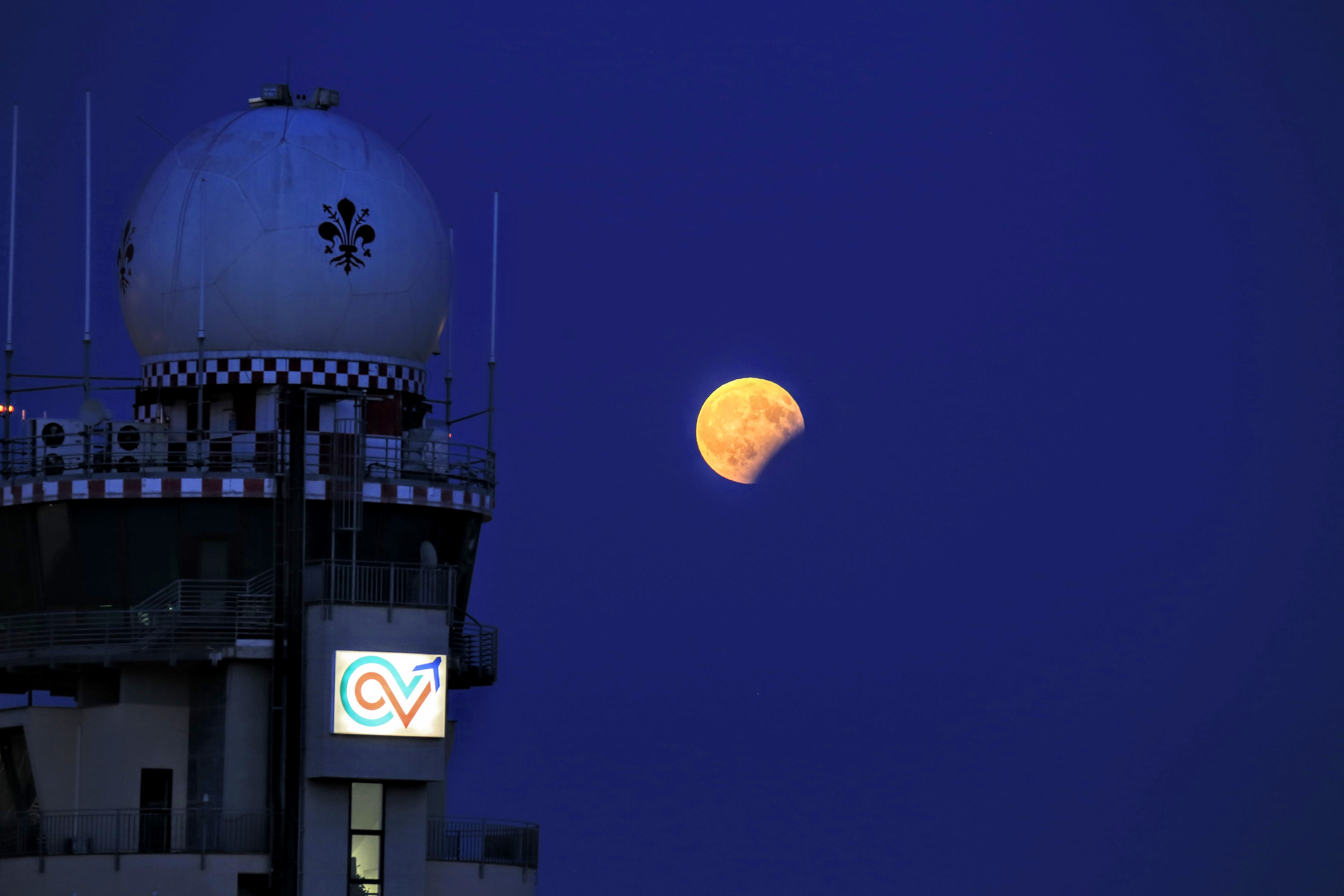
Florencia, Italia, 17:55 UTC
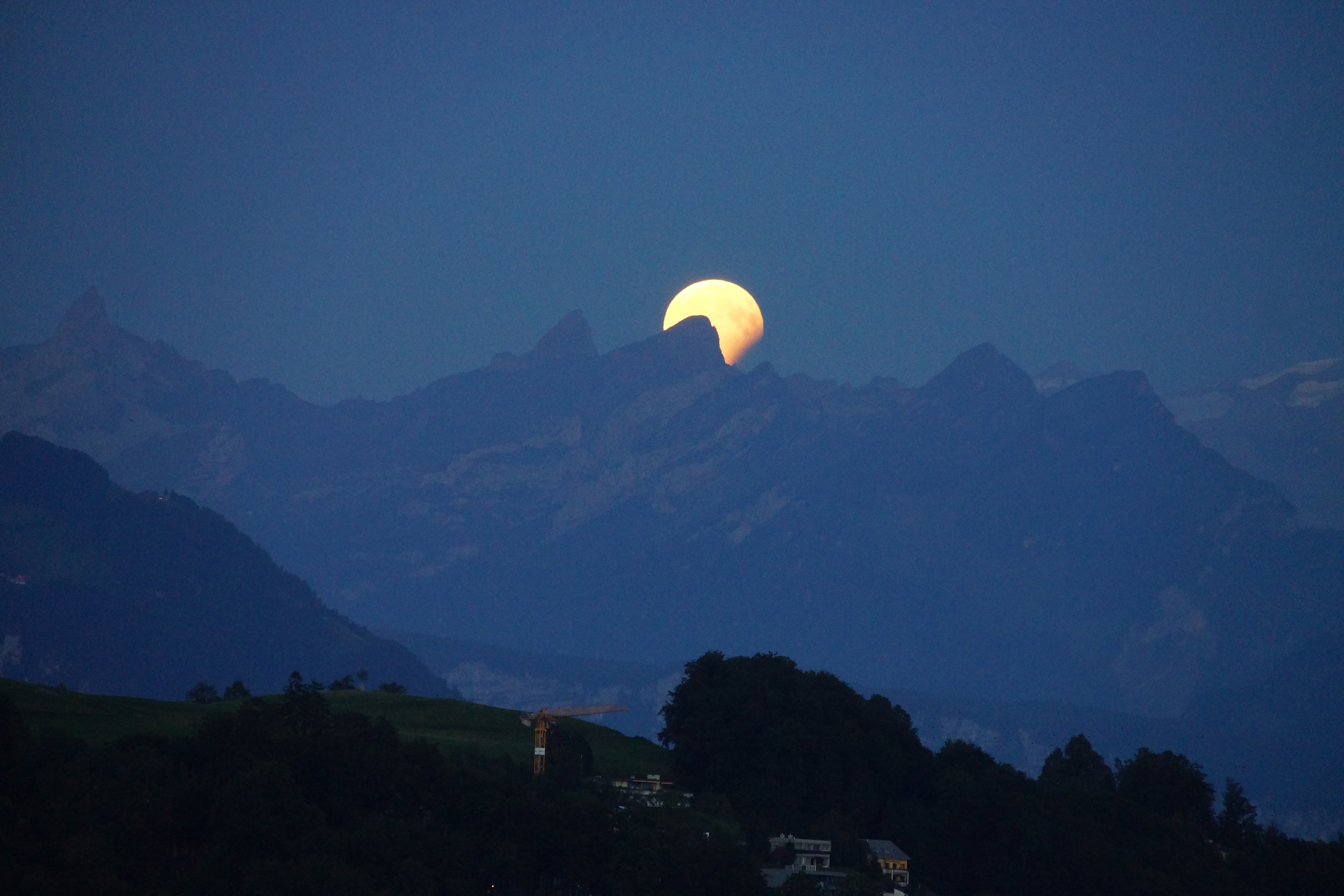
Lucerna, Suiza, 18:16 UTC
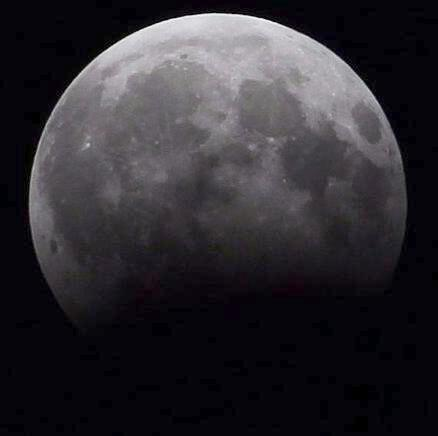
Pune, India En máximo, 18:20 UTC
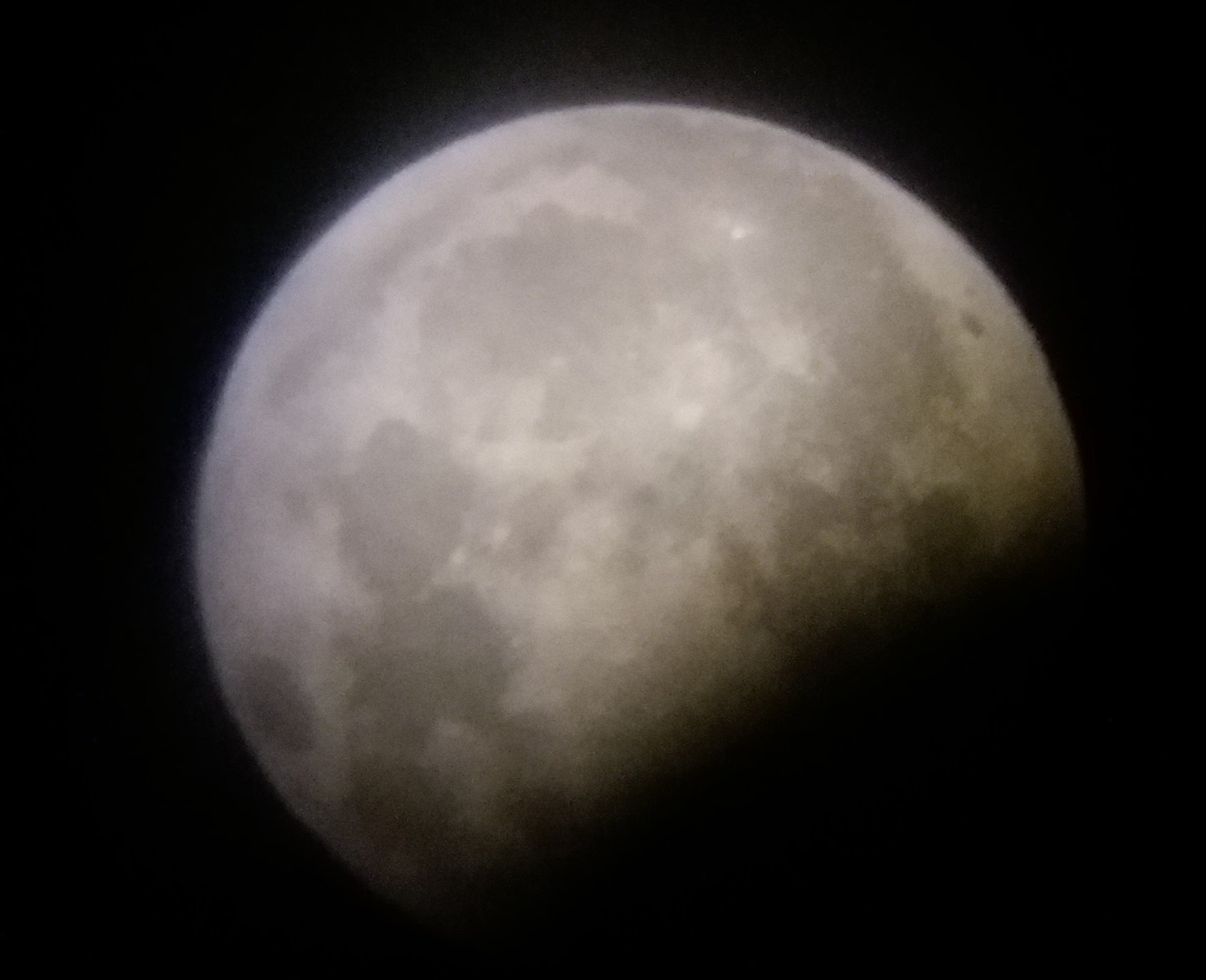
Seúl, Corea del Sur, 18:22 UTC
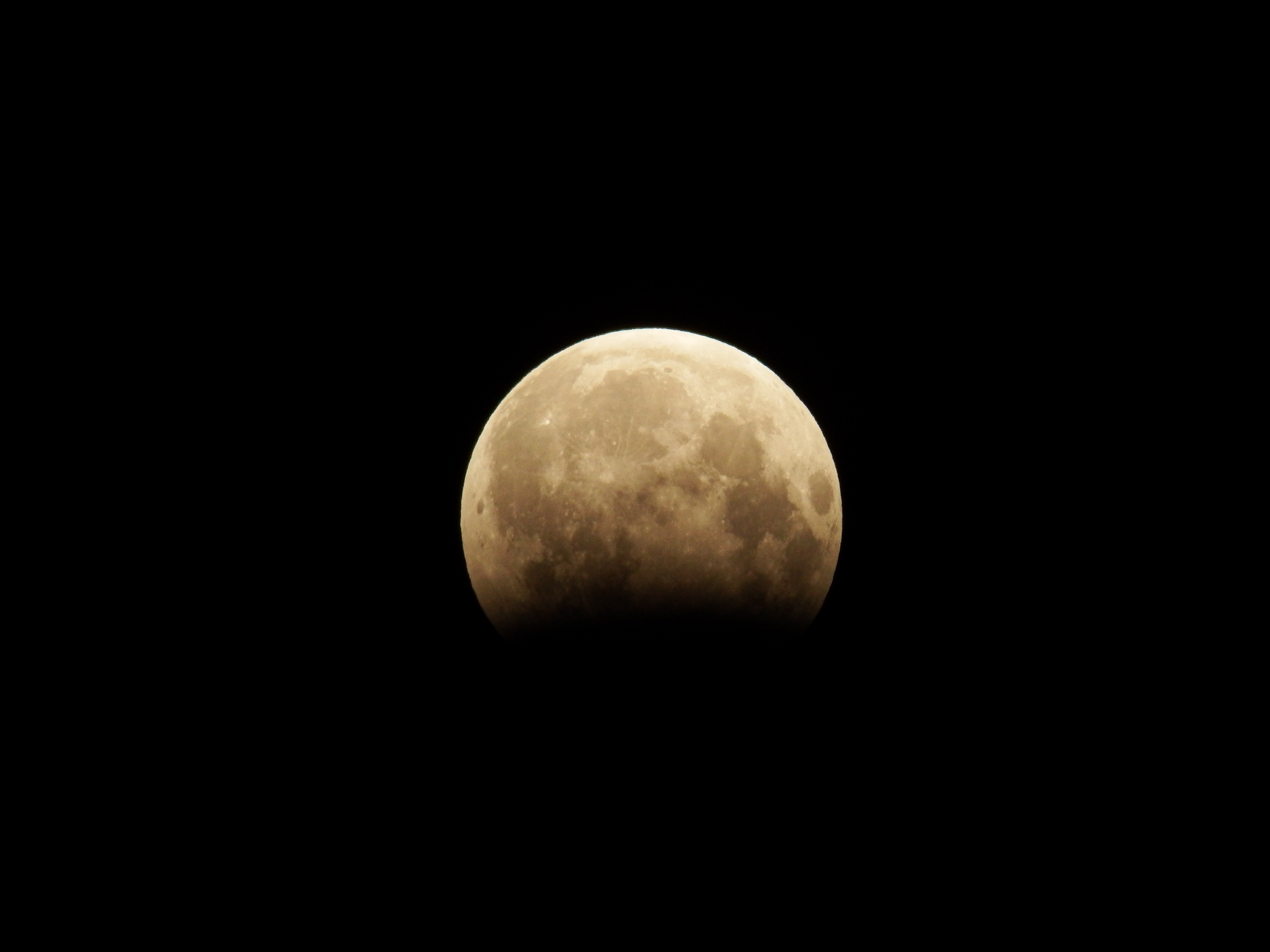
Omsk, Rusia, 18:28 UTC
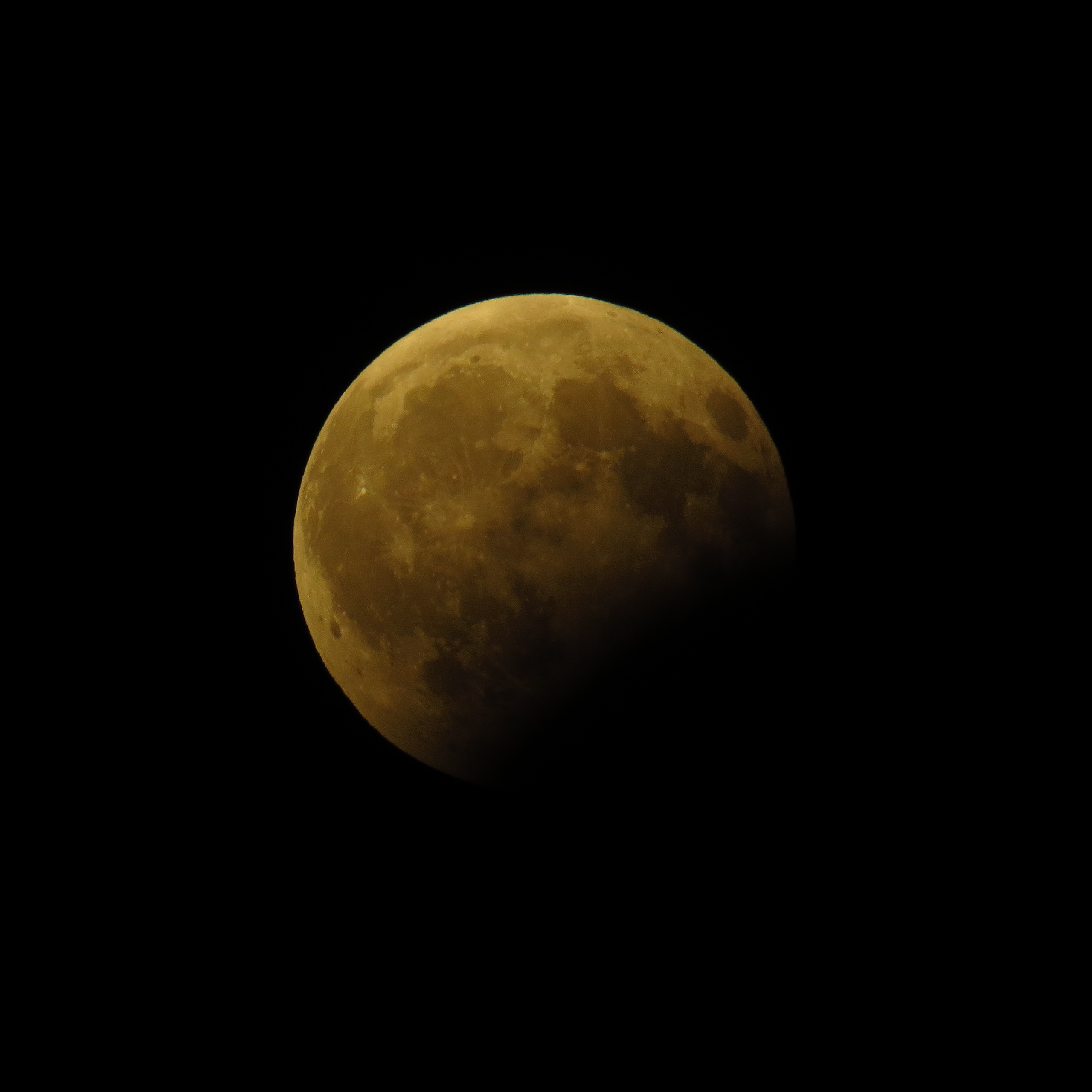
Constanza, Rumania, 18:43 UTC
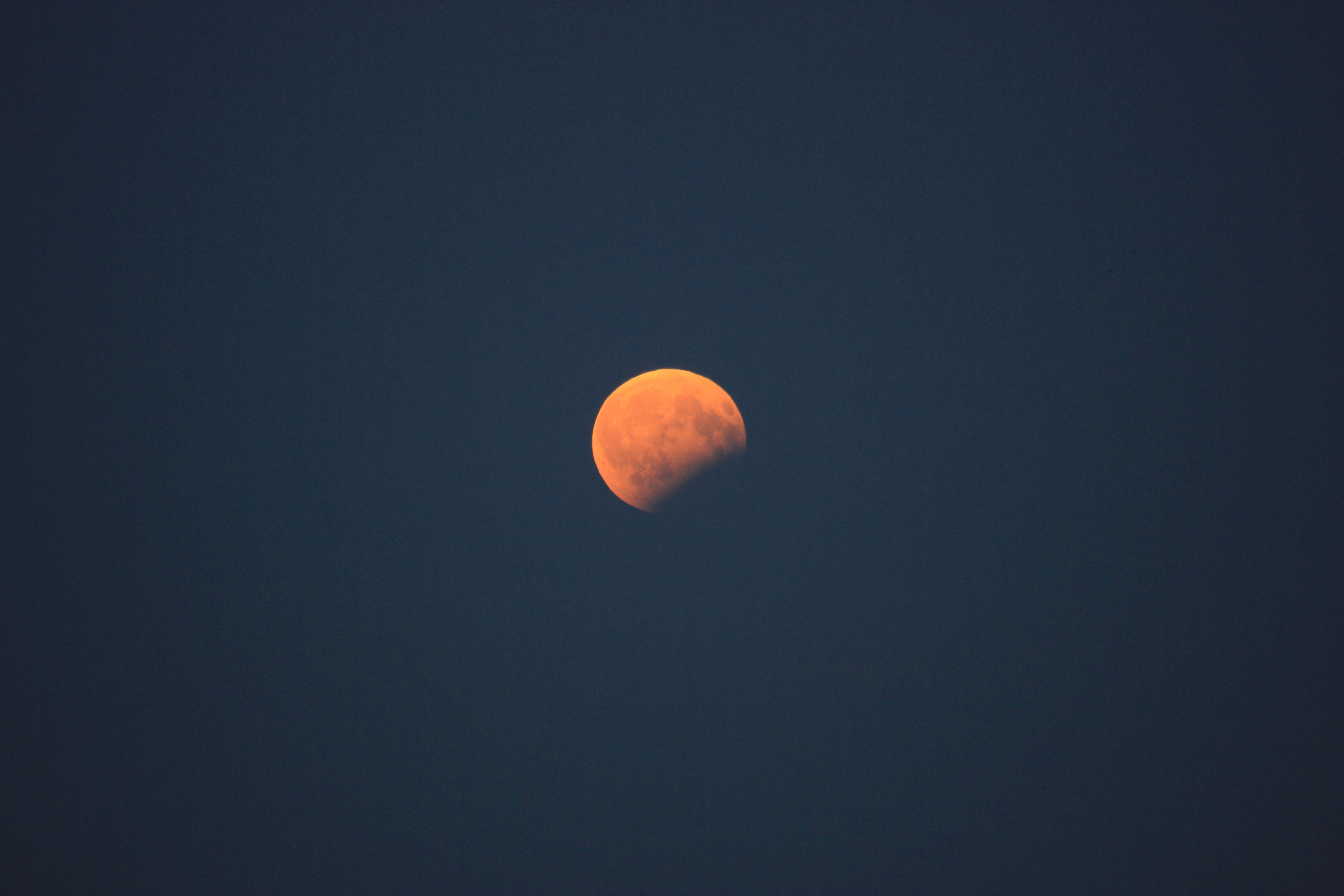
Gdansk, Polonia, 18:50 UTC
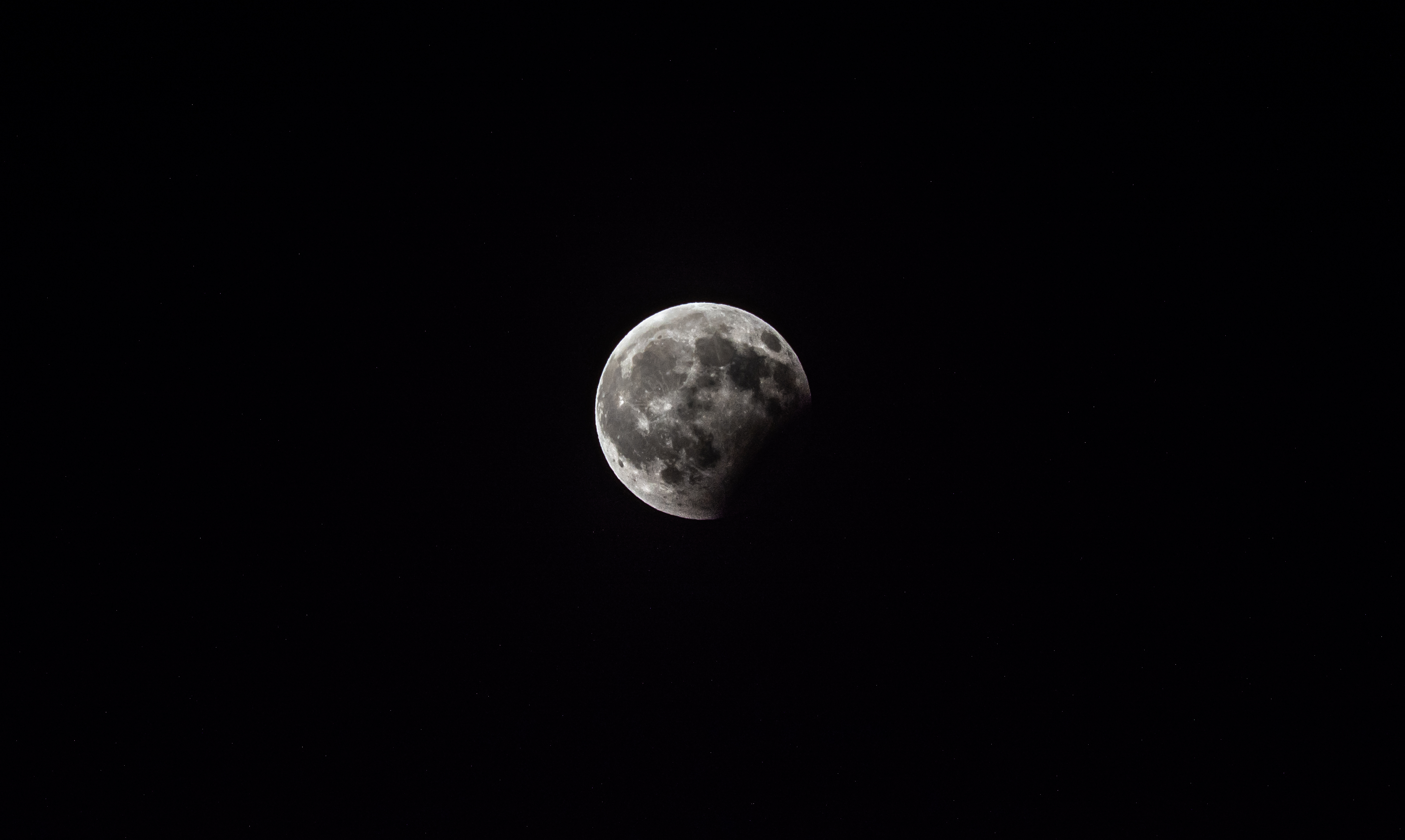
Isla Farasan, Arabia Saudita, 18:53 UTC
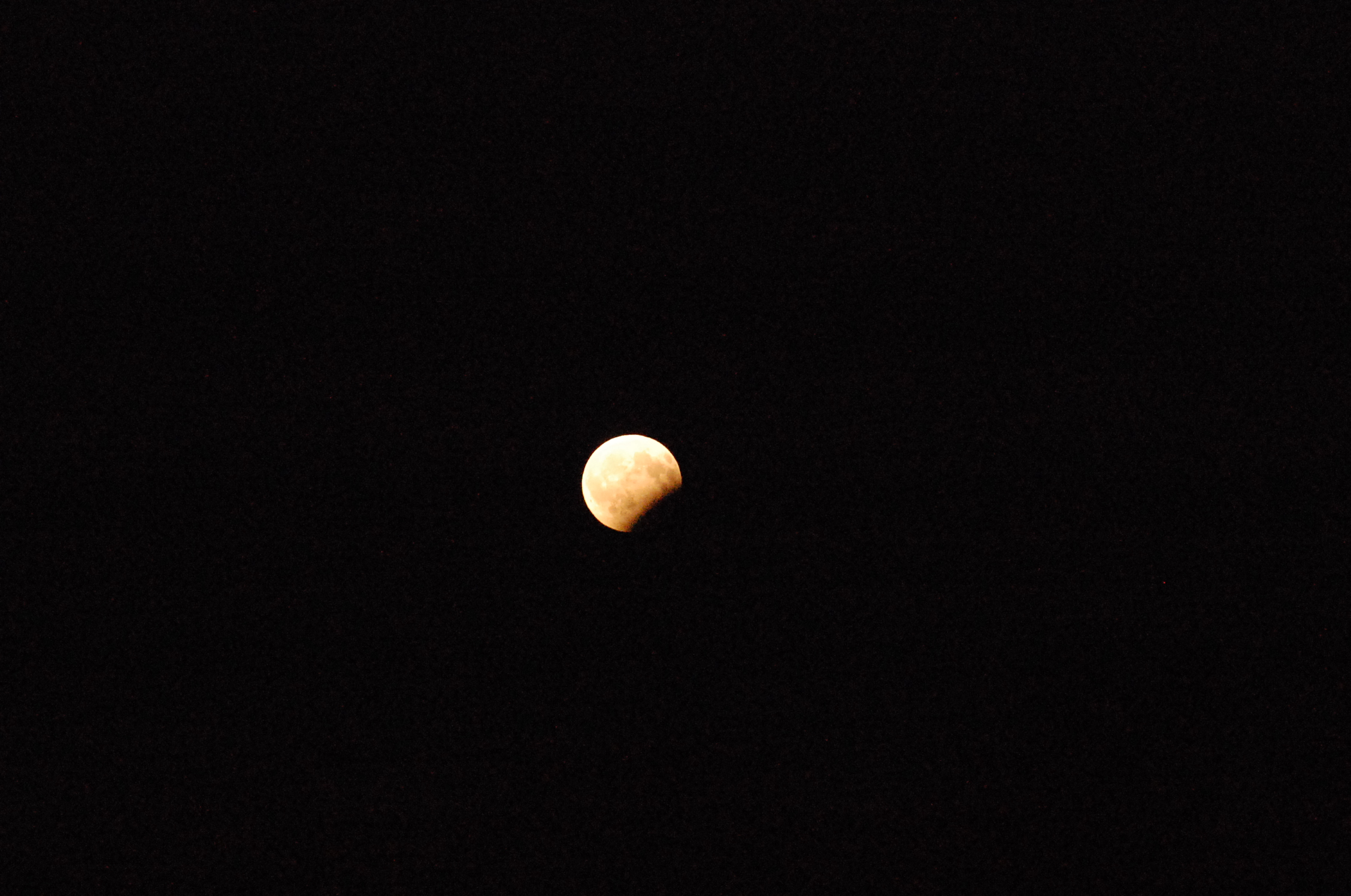
Karviná, República Checa, 18:56 UTC
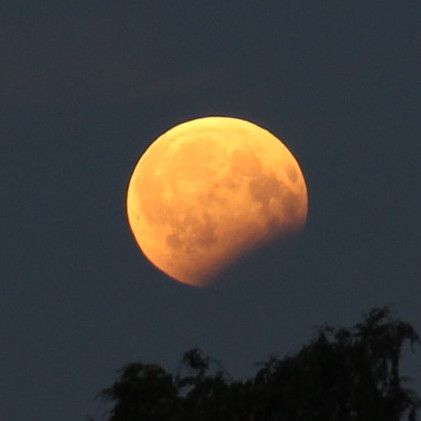
Helsinki, Finlandia, 18:57 UTC
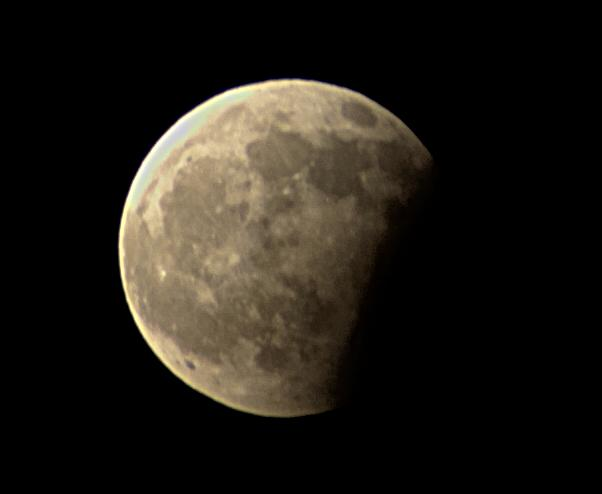
Sayada, Túnez, 19:01 UTC
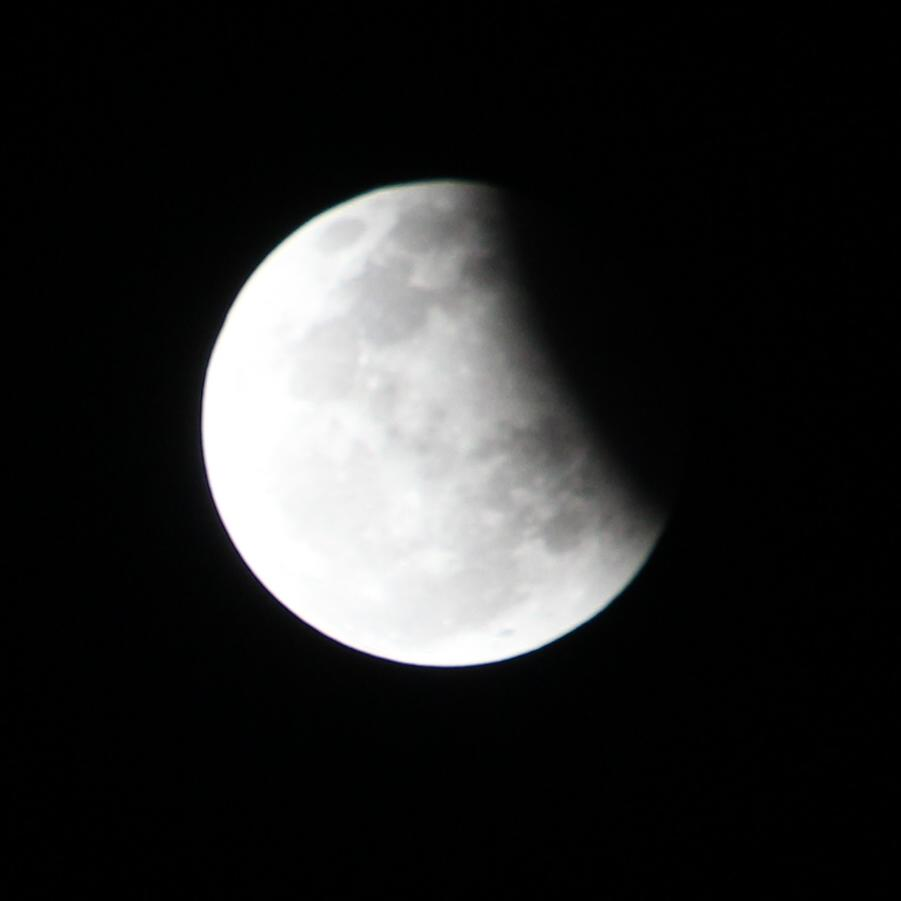
Gaborone, Botsuana, 19:02 UTC
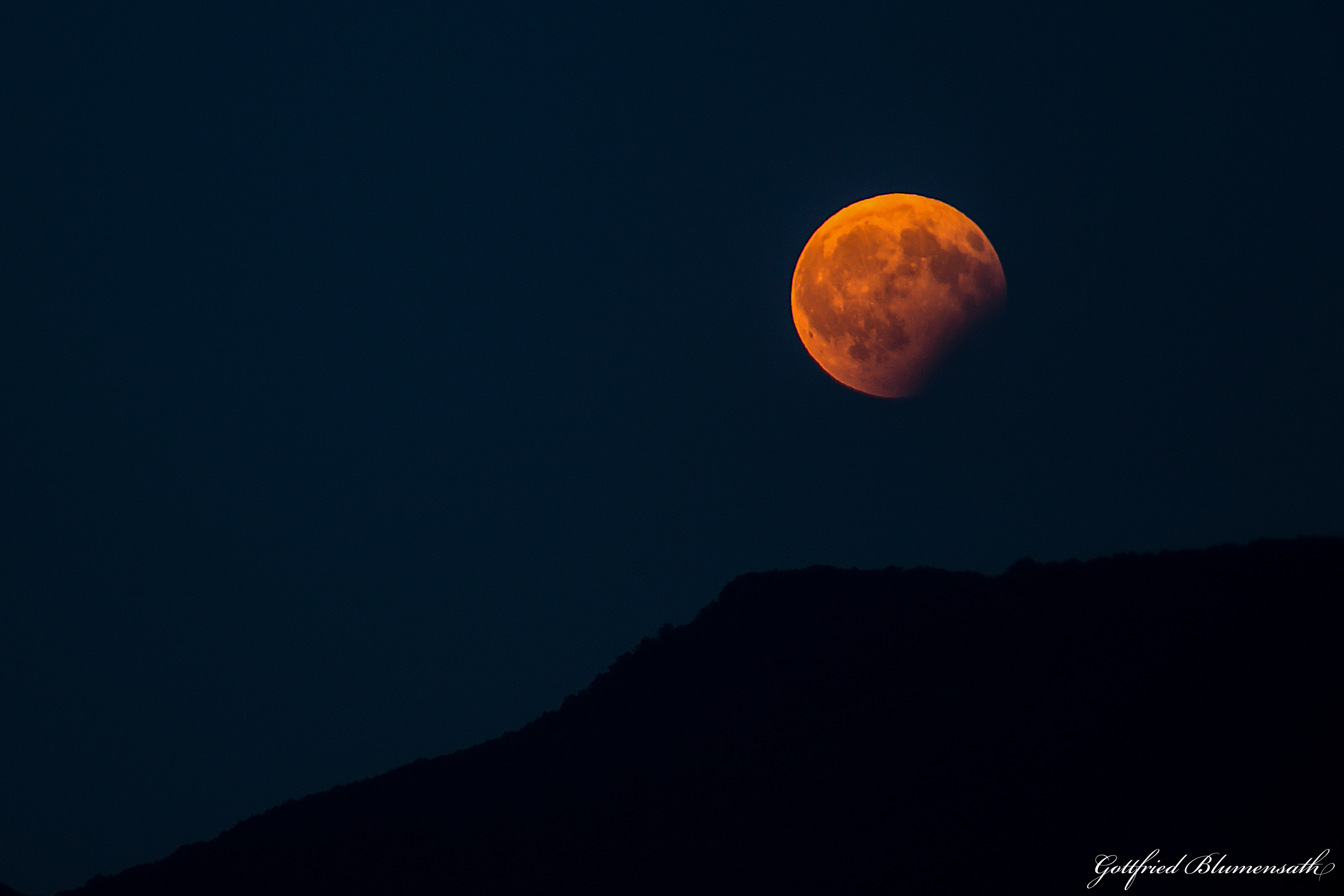
Albershausen, Alemania, 19:14 UTC
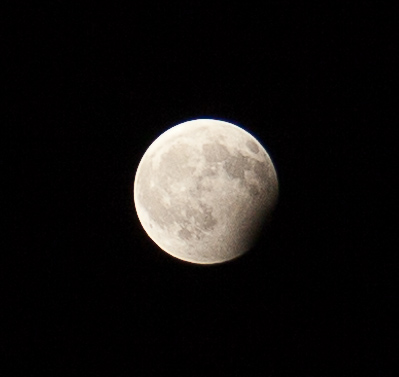
Rétino, Grecia, 19:21 UTC